# تعبئة الكرات

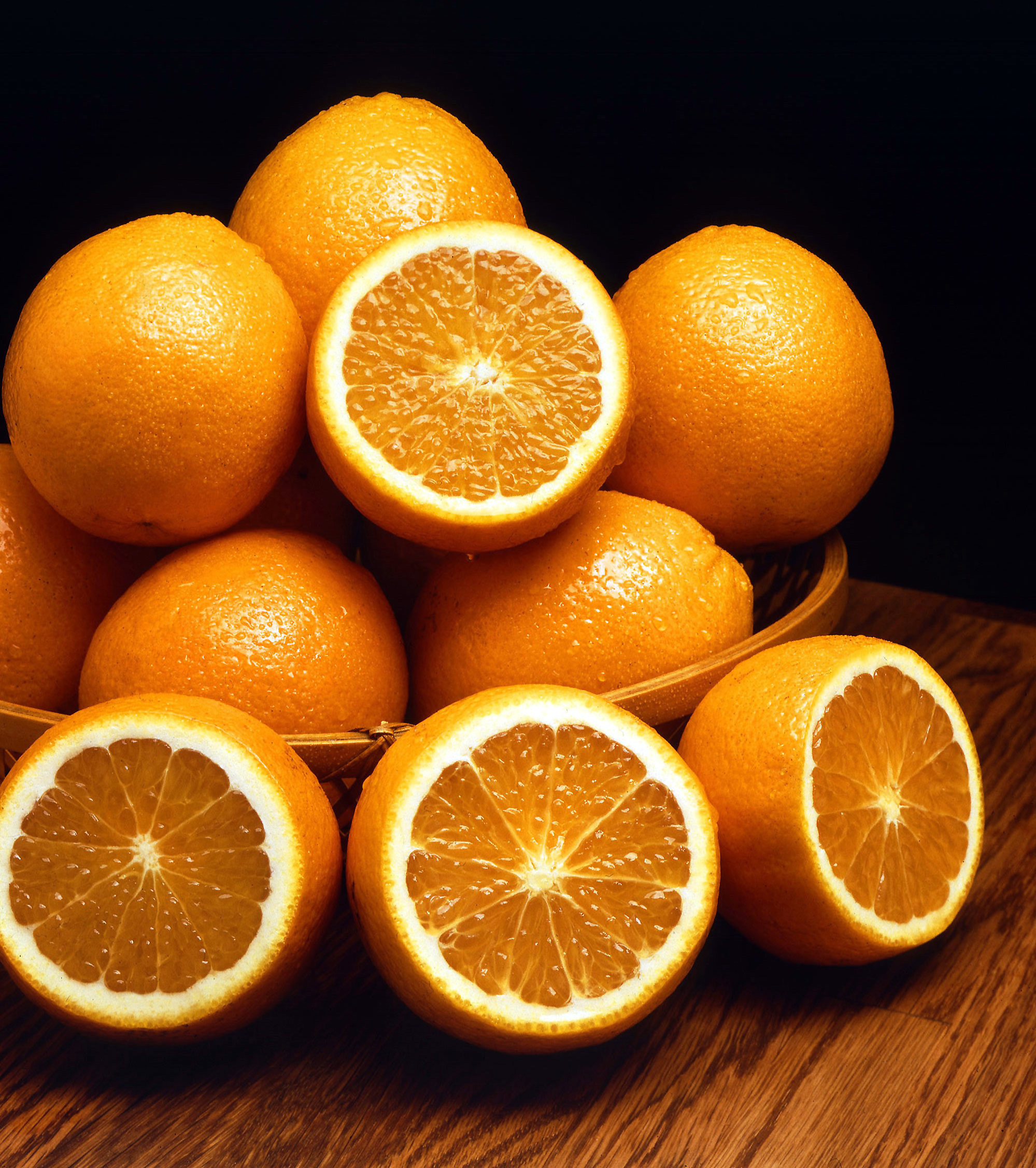
أحد التطبيقات العملية لمسألة تعبئة الكرات هي عملية رصف البرتقال.

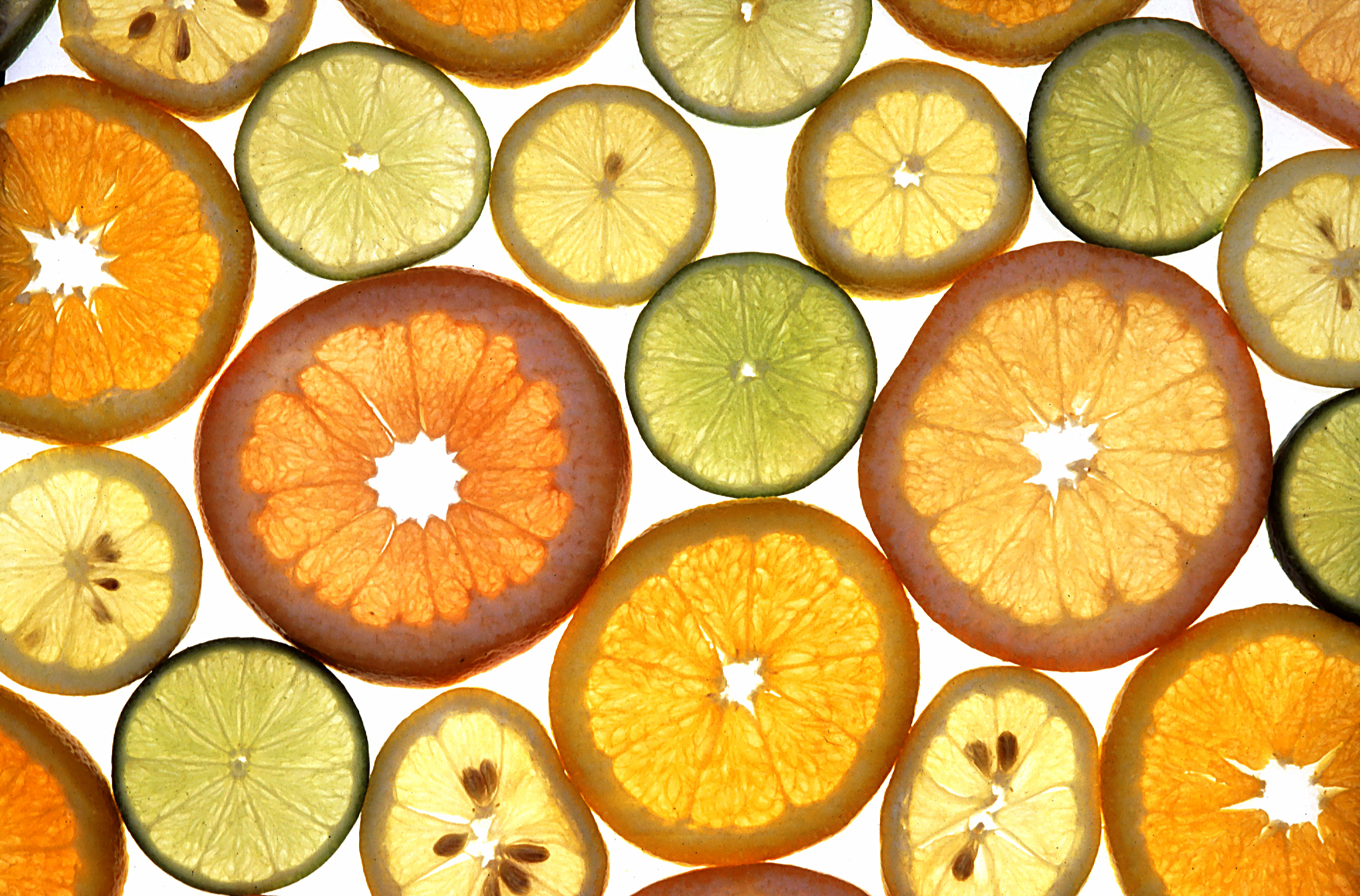
شرائح حمضيات

في الرياضيات، مجموعة مسائل تعبئة الكرات هي مسائل تهتم بالترتيب غير المتراكب لكرات متطابقة لملء فراغ معين غالباً ما يكون في الفضاء الإقليدي الثلاثي الأبعاد.
من الممكن تعميم مسألة تعبئة الكرات إلى المستوي ثنائي البعد بحيث تصبح مسألة تعبئة دوائر، أو إلى أبعاد أعلى من الفضاء الثلاثي الأبعاد.

## معرض صور

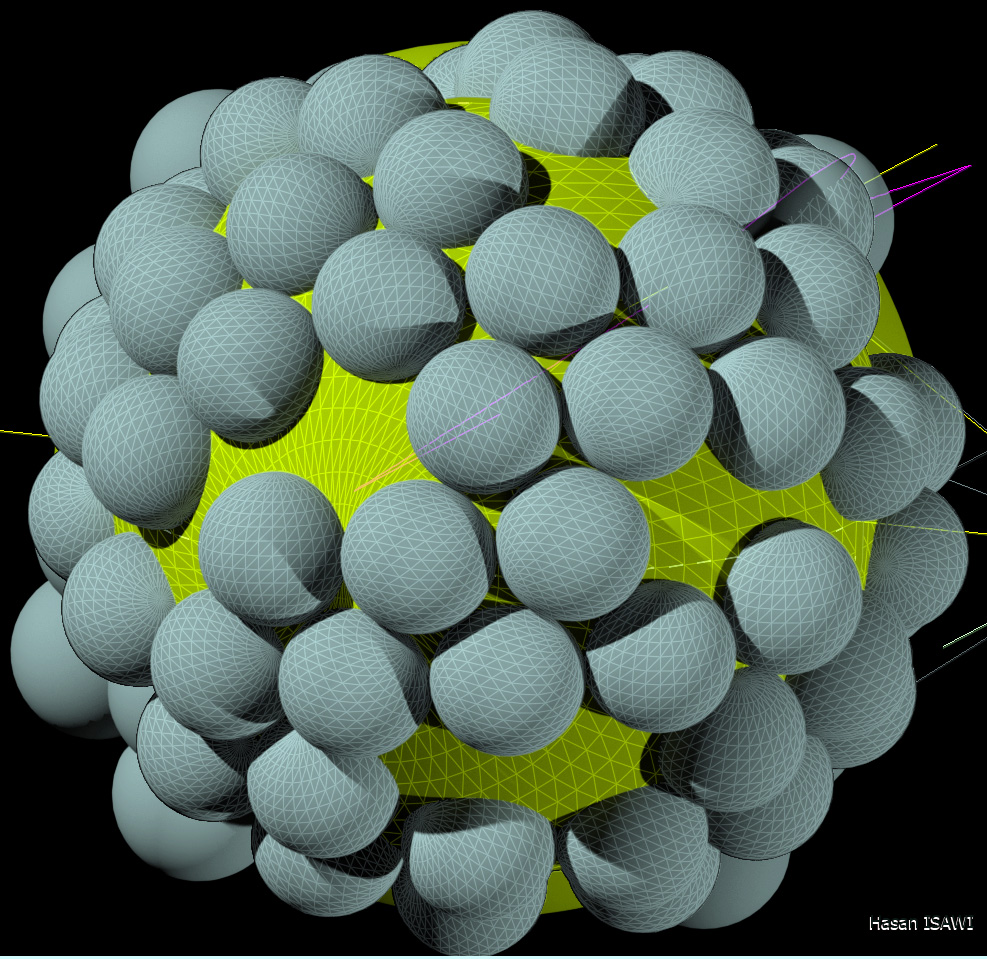
ترتيب كرات متساوية وصغيرة نسبيًا حول كرة كبيرة، بحيث كل كرة تكون متماسة لخمس كرات أخرى.
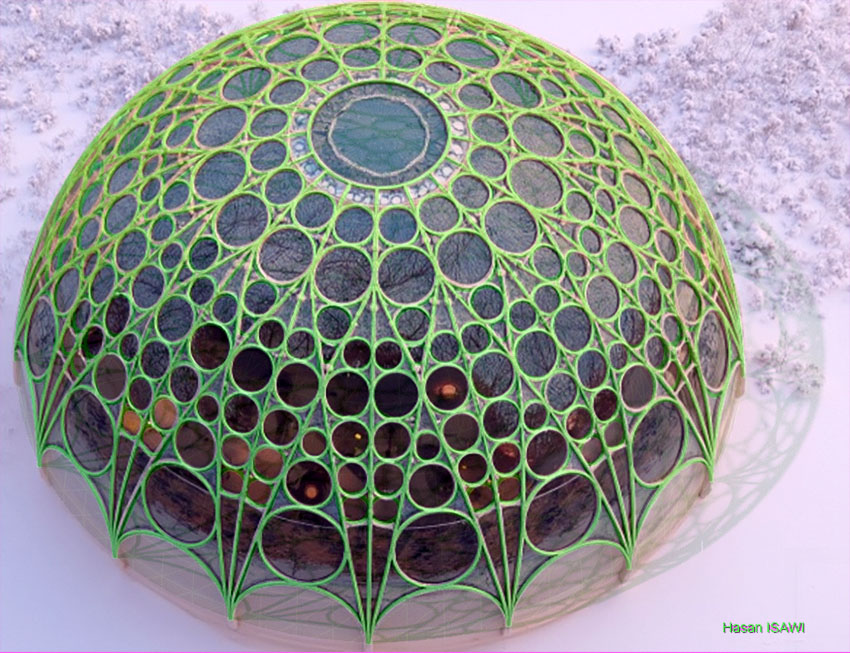
تعبئة قبة كروية بدوائر متماسة لبعضها البعض، حول المحور العمودي الرئيسي لـلقبة نفسها
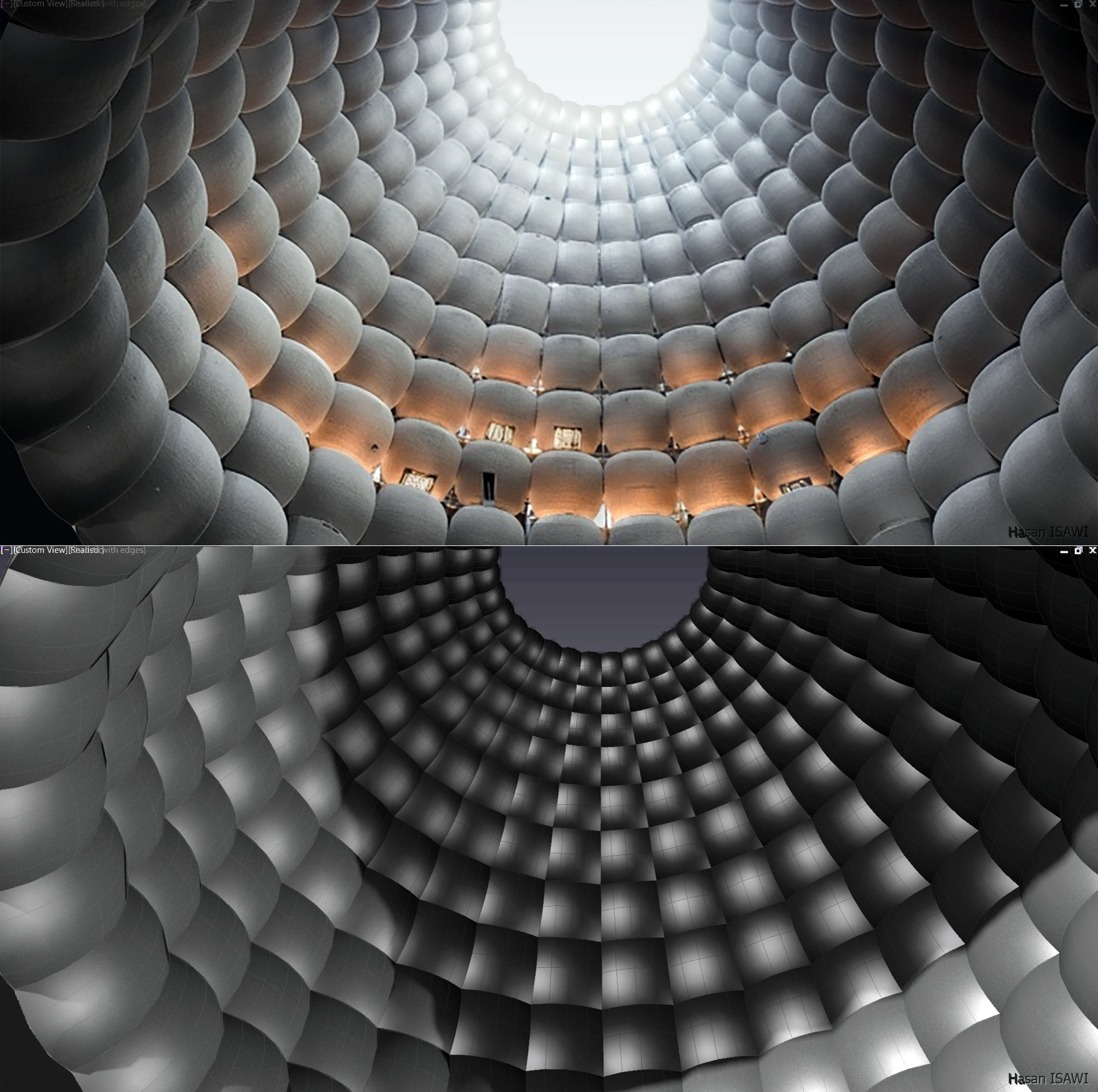
منظور أفقي من الأسفل لقبة مغطاة بكرات متقاطعة

## وصلات خارجية
- إيريك ويستاين، تعبئة الكرات، ماثوورلد Mathworld (باللغة الإنكليزية).